# Persone di nome Jurij
| Questa pagina contiene informazioni ricavate automaticamente dalle voci biografiche con l'ausilio del template Bio e di un bot. L'aggiornamento è periodico e automatico e ricostruisce completamente la pagina. Se manca una persona in questa lista, sei pregato di non aggiungerla, ma accertati piuttosto che la sua voce biografica contenga il template Bio e che i dati anagrafici siano correttamente compilati. Se il template Bio manca, inseriscilo tu stesso o, in alternativa, metti l'avviso {{tmp\|Bio}} che ne segnala la mancanza. Se i dati riportati sono sbagliati, correggi direttamente la voce biografica; le modifiche saranno visibili in questa lista entro pochi giorni. Per chiarimenti vedi il progetto antroponimi. La lista contiene solo le 301 persone che sono citate nell'enciclopedia e per le quali è stato implementato correttamente il template Bio. Pagina aggiornata al 22 lug 2025. |

Questa è una lista di persone presenti nell'enciclopedia che hanno il nome Jurij, suddivise per attività principale.

## Allenatori di calcio(15)
- Jurij Drozdov, allenatore di calcio e ex calciatore russo (Pjatigorsk, n. 1972)
- Jurij Dudnyk, allenatore di calcio e ex calciatore ucraino (Luhans'k, n. 1968)
- Jurij Jelisjejev, allenatore di calcio e ex calciatore sovietico (Sverdlovs'k, n. 1949)
- Jurij Kalytvyncev, allenatore di calcio e ex calciatore ucraino (Volgograd, n. 1968)
- Jurij Kovtun, allenatore di calcio e ex calciatore russo (Azov, n. 1970)
- Jurij Krasnožan, allenatore di calcio e ex calciatore russo (Nal'čik, n. 1963)
- Jurij Maksymov, allenatore di calcio e ex calciatore ucraino (Cherson, n. 1968)
- Jurij Matveev, allenatore di calcio e ex calciatore sovietico (Nižnij Tagil, n. 1967)
- Jurij Morozov, allenatore di calcio e calciatore sovietico (Leningrado, n. 1934 - San Pietroburgo, † 2005)
- Jurij Pšeničnikov, allenatore di calcio e calciatore sovietico (Tashkent, n. 1940 - Mosca, † 2019)
- Jurij Reznik, allenatore di calcio e ex calciatore sovietico (Poltava, n. 1954)
- Jurij Sevidov, allenatore di calcio e calciatore sovietico (Mosca, n. 1942 - Marbella, † 2010)
- Jurij Vernydub, allenatore di calcio e ex calciatore ucraino (Žytomyr, n. 1966)
- Jurij Virt, allenatore di calcio e ex calciatore ucraino (Leopoli, n. 1974)
- Jurij Želudkov, allenatore di calcio e ex calciatore russo (Petrodvorec, n. 1959)

## Allenatori di pallacanestro(1)
- Jure Zdovc, allenatore di pallacanestro e ex cestista sloveno (Maribor, n. 1966)

## Allenatori di pallavolo(2)
- Jurij Pančenko, allenatore di pallavolo e ex pallavolista sovietico (Kiev, n. 1959)
- Jurij Čerednik, allenatore di pallavolo e ex pallavolista sovietico (Chișinău, n. 1966)

## Allenatori di tennis(1)
- Jurij Ščukin, allenatore di tennis e ex tennista russo (Kislovodsk, n. 1979)

## Altisti(1)
- Jurij Krymarenko, altista ucraino (Berdyčiv, n. 1983)

## Aracnologi(1)
- Jurij Marusik, aracnologo russo (n. 1962)

## Arbitri di calcio(1)
- Jurij Možarovs'kyj, arbitro di calcio ucraino (Leopoli, n. 1976)

## Artisti(1)
- Jurij Nolev-Sobolev, artista russo (Mosca, n. 1928 - Carskoe Selo, † 2002)

## Astronomi(3)
- Jurij A. Beljaev, astronomo russo
- Jurij Mykolajovyč Ivaščenko, astronomo ucraino (Andrušivka, n. 1961)
- Jurij Naumovič Lipskij, astronomo sovietico (Dubrovno, n. 1909 - Mosca, † 1978)

## Attori(9)
- Jurij Borisov, attore russo (Reutov, n. 1992)
- Jurij Ferrini, attore e regista teatrale italiano (Napoli, n. 1970)
- Jurij Vasil'evič Jakovlev, attore sovietico (Mosca, n. 1928 - Mosca, † 2013)
- Jurij Kolokol'nikov, attore russo (Mosca, n. 1980)
- Jurij Petrovič Ljubimov, attore e regista sovietico (Jaroslavl', n. 1917 - Mosca, † 2014)
- Jurij Vladimirovič Nikulin, attore e circense russo (Demidov, n. 1921 - Mosca, † 1997)
- Jurij Mefod'evič Solomin, attore russo (Čita, n. 1935 - Mosca, † 2024)
- Jurij Tolubeev, attore sovietico (San Pietroburgo, n. 1906 - Leningrado, † 1979)
- Jurij Iosifovič Vizbor, attore e chitarrista sovietico (Mosca, n. 1934 - Mosca, † 1984)

## Biatleti(1)
- Jurij Kaškarov, ex biatleta e sciatore di pattuglia militare sovietico (Chanty-Mansijsk, n. 1963)

## Canoisti(4)
- Jurij Čeban, canoista ucraino (Odessa, n. 1986)
- Jurij Filatov, ex canoista sovietico (Nova Ušycja, n. 1948)
- Jurij Lobanov, canoista sovietico (Dušanbe, n. 1952 - Mosca, † 2017)
- Jurij Postrigaj, canoista russo (n. 1988)

## Canottieri(2)
- Jurij Malyšev, ex canottiere sovietico (n. 1947)
- Jurij Tjukalov, canottiere sovietico (Leningrado, n. 1930 - San Pietroburgo, † 2018)

## Cantanti(2)
- Jurij Julianovič Ševčuk, cantante e chitarrista russo (Jagodnoe, n. 1957)
- Teo, cantante bielorusso (Hidry, n. 1983)

## Cestisti(8)
- Jurij Korneev, cestista sovietico (Mosca, n. 1937 - Mosca, † 2002)
- Jurij Larionov, cestista sovietico (Mosca, n. 1932 - † 2008)
- Jurij Macura, cestista sloveno (Lubiana, n. 1999)
- Jurij Ozerov, cestista e allenatore di pallacanestro sovietico (Mosca, n. 1928 - Mosca, † 2004)
- Jurij Pavlov, cestista e allenatore di pallacanestro sovietico (Tomsk, n. 1952 - San Pietroburgo, † 2004)
- Jurij Selichov, ex cestista e allenatore di pallacanestro sovietico (Kupino, n. 1943)
- Jurij Ušakov, cestista sovietico (Mosca, n. 1920 - Mosca, † 1983)
- Jurij Vasil'ev, ex cestista russo (n. 1981)

## Chitarristi(1)
- Jurij Kasparjan, chitarrista russo (n. 1963)

## Ciclisti su strada(6)
- Jurij Kaširin, ex ciclista su strada russo (n. 1959)
- Jurij Krivcov, ex ciclista su strada ucraino (Pervomajs'k, n. 1979)
- Jurij Melichov, ciclista su strada sovietico (Leningrado, n. 1937 - † 2000)
- Jurij Metlušenko, ex ciclista su strada ucraino (Radomyšl', n. 1976)
- Jurij Natarov, ex ciclista su strada kazako (Talǧar, n. 1996)
- Jurij Trofimov, ex ciclista su strada e mountain biker russo (Udmurtia, n. 1984)

## Compositori(3)
- Jurij Chanon, compositore, scrittore e pianista russo (Leningrado, n. 1965)
- Jurij Knez, compositore e basso sloveno (Vrhnika)
- Jurij Aleksandrovič Šaporin, compositore sovietico (Hluchiv, n. 1887 - † 1966)

## Compositori di scacchi(1)
- Jurij Vasilievič Bazlov, compositore di scacchi russo (Slavjanka, n. 1947)

## Conduttori radiofonici(1)
- Jurij Borisovič Levitan, conduttore radiofonico sovietico (Vladimir, n. 1914 - Bessonovka, † 1983)

## Cosmonauti(12)
- Jurij Petrovič Artjuchin, cosmonauta sovietico (Peršitino, n. 1930 - Città delle Stelle, † 1998)
- Jurij Michajlovič Baturin, cosmonauta, politico e giurista russo (Mosca, n. 1949)
- Jurij Gagarin, cosmonauta, aviatore e politico sovietico (Klušino, n. 1934 - Kiržač, † 1968)
- Jurij Pavlovič Gidzenko, cosmonauta russo (Jelanec', n. 1962)
- Jurij Nikolaevič Glazkov, cosmonauta sovietico (Mosca, n. 1939 - † 2008)
- Jurij Valentinovič Lončakov, cosmonauta russo (Balchaš, n. 1965)
- Jurij Ivanovič Malenčenko, cosmonauta russo (Svitlovods'k, n. 1961)
- Jurij Vasil'evič Malyšev, cosmonauta sovietico (Nikolaevsk, n. 1941 - † 1999)
- Jurij Ivanovič Onufrienko, cosmonauta ucraino (Ucraina, n. 1961)
- Jurij Romanenko, cosmonauta sovietico (Oblast' di Orenburg, n. 1944)
- Jurij Vladimirovič Usačëv, cosmonauta russo (Doneck, n. 1957)
- Jurij Georgievič Šargin, cosmonauta russo (Ėngel's, n. 1960)

## Danzatori(3)
- Jurij Grigorovič, ballerino, coreografo e direttore artistico russo (Leningrado, n. 1927 - Mosca, † 2025)
- Jurij Vladimirovič Solov'ëv, danzatore sovietico (Leningrado, n. 1940 - Leningrado, † 1977)
- Jurij Timofeevič Ždanov, ballerino e coreografo sovietico (Mosca, n. 1925 - Mosca, † 1986)

## Direttori d'orchestra(1)
- Jurij Chatuevič Temirkanov, direttore d'orchestra russo (Nal'čik, n. 1938 - San Pietroburgo, † 2023)

## Discoboli(1)
- Jurij Dumčev, discobolo e attore russo (Rossoš', n. 1958 - Adler, † 2016)

## Filosofi(1)
- Jurij Drohobyč, filosofo, astrologo e scrittore ucraino (Drohobyč, n. 1450 - Cracovia, † 1494)

## Fisici(2)
- Jurij Colakovič Oganesian, fisico russo (Rostov sul Don, n. 1933)
- Jurij Orlov, fisico russo (Mosca, n. 1924 - Ithaca, † 2020)

## Fondisti(3)
- Jurij Borodavko, fondista russo (n. 1960)
- Jurij Burlakov, ex fondista sovietico (Chabarovsk, n. 1960)
- Jurij Skobov, fondista sovietico (Klimovo, n. 1949 - Omutninsk, † 2024)

## Generali(2)
- Jurij Sodol', generale ucraino (Čuhuïv, n. 1970)
- Jurij Lebid', generale ucraino (Sumy, n. 1967)

## Giavellottisti(1)
- Jurij Kušniruk, giavellottista ucraino (n. 1994)

## Ginnasti(4)
- Jurij Capenko, ginnasta sovietico (Alma-Ata, n. 1938 - † 2012)
- Jurij Nikitin, ginnasta ucraino (Cherson, n. 1978)
- Jurij Rjazanov, ginnasta russo (Vladimir, n. 1987 - † 2009)
- Jurij Titov, ex ginnasta e dirigente sportivo sovietico (Omsk, n. 1935)

## Giocatori di calcio a 5(1)
- Jurij Usakovs'kyj, ex giocatore di calcio a 5 ucraino (Čerkasy, n. 1968)

## Giornalisti(1)
- Jurij Ščekočichin, giornalista e scrittore sovietico (Kirovabad, n. 1950 - Mosca, † 2003)

## Hockeisti su ghiaccio(8)
- Jurij Baulin, hockeista su ghiaccio sovietico (Mosca, n. 1933 - Zelenograd, † 2008)
- Jurij Chmylëv, ex hockeista su ghiaccio sovietico (Mosca, n. 1964)
- Jurij Krylov, hockeista su ghiaccio sovietico (Mosca, n. 1930 - Mosca, † 1979)
- Jurij Lebedev, ex hockeista su ghiaccio sovietico (Mosca, n. 1951)
- Jurij Ljapkin, ex hockeista su ghiaccio sovietico (Balašicha, n. 1945)
- Jurij Moiseev, hockeista su ghiaccio sovietico (Penza, n. 1940 - † 2005)
- Jurij Pantjuchov, hockeista su ghiaccio sovietico (Mosca, n. 1931 - Mosca, † 1982)
- Jurij Uryčev, hockeista su ghiaccio russo (Jaroslavl', n. 1991 - Jaroslavl', † 2011)

## Imprenditori(2)
- Jurij Koval'čuk, imprenditore russo (n. 1951)
- Jurij Mil'ner, imprenditore e fisico russo (Mosca, n. 1961)

## Ingegneri(1)
- Jurij Arcutanov, ingegnere russo (Leningrado, n. 1929 - San Pietroburgo, † 2019)

## Linguisti(1)
- Jurij Knorozov, linguista, epigrafista e etnografo russo (Južnyj, n. 1922 - San Pietroburgo, † 1999)

## Lottatori(2)
- Jurij Mel'ničenko, ex lottatore kazako (n. 1972)
- Jurij Patrikeev, lottatore russo (Kirovo-Čepeck, n. 1979)

## Martellisti(1)
- Jurij Sedych, martellista ucraino (Novočerkassk, n. 1955 - Pontoise, † 2021)

## Matematici(4)
- Jurij Vladimirovič Linnik, matematico sovietico (Bila Cerkva, n. 1915 - Leningrado, † 1972)
- Jurij Manin, matematico sovietico (Sinferopoli, n. 1937 - † 2023)
- Jurij Vladimirovič Matijasevič, matematico e informatico russo (Leningrado, n. 1947)
- Jurij Vega, matematico sloveno (Zagorica, n. 1754 - Vienna, † 1802)

## Mezzofondisti(1)
- Jurij Borzakovskij, ex mezzofondista russo (Kratovo, n. 1981)

## Militari(5)
- Jurij Budanov, ufficiale e militare russo (Charcyz'k, n. 1963 - Mosca, † 2011)
- Jurij Kravčenko, militare e politico ucraino (Oleksandrija, n. 1951 - Kiev, † 2005)
- Jurij Vladimirovič Gilšer, ufficiale russo (Mosca, n. 1894 - Ternopil', † 1917)
- Jurij Josypovyč Tjutjunnyk, militare ucraino (Budyšče, n. 1891 - Mosca, † 1930)
- Jurij Jur'evič Trubeckoj, ufficiale russo (n. 1668 - † 1739)

## Multiplisti(1)
- Jurij Kucenko, multiplista sovietico (Tavrovo, n. 1952 - Belgorod, † 2018)

## Musicisti(1)
- Jurij Guržy, musicista, disc jockey e produttore discografico ucraino (Charkiv, n. 1975)

## Navigatori(1)
- Jurij Fëdorovič Lisjanskij, navigatore e esploratore russo (Nižyn, n. 1773 - San Pietroburgo, † 1837)

## Nobili(2)
- Jurij II di Galizia, nobile polacco (n. 1308 - † 1340)
- Jurij Aleksandrovič Golovkin, nobile e politico russo (Losanna, n. 1762 - † 1846)

## Nuotatori(6)
- Jurij Baškatov, nuotatore sovietico (Chișinău, n. 1968 - Cile, † 2022)
- Jurij Hromak, nuotatore sovietico (Leopoli, n. 1948 - Kiev, † 1998)
- Jurij Jehošyn, nuotatore ucraino (Odessa, n. 1985)
- Jurij Kis, ex nuotatore sovietico (Temirtau, n. 1962)
- Jurij Kudinov, nuotatore kazako (Volgograd, n. 1979)
- Jurij Prilukov, ex nuotatore russo (Sverdlovsk, n. 1984)

## Orientalisti(1)
- Jurij Nikolaevič Rerich, orientalista, linguista e etnografo russo (Okulovka, n. 1902 - Mosca, † 1960)

## Ostacolisti(1)
- Jurij Lituev, ostacolista sovietico (Irbit, n. 1925 - Mosca, † 2000)

## Pallanuotisti(5)
- Jurij Češev, pallanuotista russo (Volgograd, n. 1986)
- Jurij Grigorovskij, ex pallanuotista sovietico (Mosca, n. 1939)
- Jurij Jacev, ex pallanuotista russo (n. 1979)
- Jurij Šljapin, pallanuotista sovietico (Mosca, n. 1932 - Mosca, † 2009)
- Jurij Teplov, ex pallanuotista sovietico (n. 1931)

## Pallavolisti(4)
- Jurij Berežko, pallavolista russo (Komsomol'sk-na-Amure, n. 1984)
- Jurij Česnokov, pallavolista, allenatore di pallavolo e dirigente sportivo sovietico (Mosca, n. 1933 - Mosca, † 2010)
- Jurij Hladyr, pallavolista ucraino (Poltava, n. 1984)
- Jurij Sapega, pallavolista e allenatore di pallavolo sovietico (Hrodna, n. 1965 - Mosca, † 2005)

## Pattinatori di velocità su ghiaccio(2)
- Jurij Kondakov, ex pattinatore di velocità su ghiaccio sovietico (Lesnoj, n. 1951)
- Jurij Michajlov, pattinatore di velocità su ghiaccio sovietico (Ulitino, n. 1930 - Tver', † 2008)

## Pesisti(1)
- Jurij Bilonoh, ex pesista ucraino (Bilopillia, n. 1974)

## Pianisti(1)
- Jurij Aleksandrovič Egorov, pianista sovietico (Kazan', n. 1954 - Amsterdam, † 1988)

## Pittori(2)
- Jurij Pavlovič Annenkov, pittore russo (Petropavl, n. 1890 - Parigi, † 1974)
- Jurij Ivanovyč Chymyč, pittore, grafico e pedagogo ucraino (Kamianets-Podilskyi, n. 1928 - Kiev, † 2003)

## Poeti(1)
- Jurij Hudolin, poeta, scrittore e editorialista sloveno (Lubiana, n. 1973)

## Politici(8)
- Jurij Vladimirovič Andropov, politico e militare sovietico (Nagutskoe, n. 1914 - Mosca, † 1984)
- Jurij Bereza, politico e militare ucraino (Saksahan, n. 1970)
- Jurij Anatolijovyč Bojko, politico ucraino (Horlivka, n. 1958)
- Jurij Borisov, politico russo (Vyšnij Voločëk, n. 1956)
- Jurij Jechanurov, politico ucraino (Bel'kači, n. 1948)
- Jurij Korablin, politico, imprenditore e dirigente sportivo russo (Mosca, n. 1960 - Mosca, † 2016)
- Jurij Lucenko, politico ucraino (Rivne, n. 1964)
- Jurij Michajlovič Lužkov, politico russo (Mosca, n. 1936 - Monaco di Baviera, † 2019)

## Principi(4)
- Jurij Andreevič di Novgorod, principe russo (Tbilisi)
- Jurij Dolgorukij di Kiev, principe (Perejaslav - Kiev, † 1157)
- Jurij II di Vladimir, principe (Suzdal', n. 1188 - Božonka, † 1238)
- Jurij di Zvenigorod, principe russo (Pereslavl'-Zalesskij, n. 1374 - Galič, † 1434)

## Procuratori sportivi(1)
- Jurij Tiškov, procuratore sportivo e calciatore russo (Mosca, n. 1971 - Mosca, † 2003)

## Psichiatri(1)
- Jurij Sergeevič Nikolaev, psichiatra, attivista e scrittore sovietico (n. 1905 - † 1998)

## Pugili(3)
- Jurij Aleksandrov, pugile sovietico (Kamensk-Ural'skij, n. 1963 - † 2013)
- Jurij Arbačakov, ex pugile sovietico (n. 1966)
- Jurij Radonjak, pugile e allenatore di pugilato sovietico (Groznyj, n. 1935 - Mosca, † 2013)

## Registi(17)
- Jurij Bykov, regista russo (Novomičurinsk, n. 1981)
- Jurij Pavlovič Egorov, regista cinematografico sovietico (Soči, n. 1920 - Mosca, † 1982)
- Jurij Valentinovič Grigor'ev, regista sovietico (Mosca, n. 1932)
- Jurij Illjenko, regista e sceneggiatore sovietico (Čerkasy, n. 1936 - Prochorivka, † 2010)
- Jurij Kara, regista russo (Donec'k, n. 1954 - Jalta, † 2025)
- Jurij Kušnerёv, regista, attore e produttore cinematografico sovietico (Mosca, n. 1937 - Mosca, † 2019)
- Jurij Mamin, regista e sceneggiatore russo (Leningrado, n. 1946)
- Jurij Moroz, regista russo (Sorokyne, n. 1956 - † 2025)
- Jurij Aleksandrovič Muzikant, regista cinematografico sovietico (San Pietroburgo, n. 1900 - Leningrado, † 1962)
- Jurij Norštejn, regista russo (Andreevka, n. 1941)
- Jurij Nikolaevič Ozerov, regista e sceneggiatore sovietico (Mosca, n. 1921 - Mosca, † 2001)
- Jurij Sergeevič Pobedonoscev, regista sovietico (Mosca, n. 1910 - Mosca, † 1990)
- Jurij Viktorovič Tarič, regista cinematografico russo (Polack, n. 1885 - Mosca, † 1967)
- Jurij Michajlovič Vyšinskij, regista sovietico (n. 1923 - Mosca, † 1990)
- Jurij Stepanovič Čuljukin, regista e attore sovietico (Mosca, n. 1929 - Maputo, † 1987)
- Jurij Afanas'evič Šnyrёv, regista sovietico (Novošachtinsk, n. 1932 - † 2013)
- Jurij Andreevič Željabužskij, regista cinematografico russo (Tbilisi, n. 1888 - Mosca, † 1955)

## Registi teatrali(1)
- Jurij Leonovič Al'šic, regista teatrale russo (Odessa, n. 1947)

## Rivoluzionari(2)
- Jurij Nikolaevič Bogdanovič, rivoluzionario russo (Nikol'skoe, n. 1849 - Šlissel'burg, † 1888)
- Jurij Michajlovič Steklov, rivoluzionario, storico e giornalista russo (Odessa, n. 1873 - Odessa, † 1941)

## Rugbisti a 15(1)
- Jurij Kušnarëv, rugbista a 15 russo (Mosca, n. 1985)

## Saltatori con gli sci(1)
- Jurij Tepeš, saltatore con gli sci sloveno (Lubiana, n. 1989)

## Scacchisti(11)
- Jurij Ajrapetjan, scacchista ucraino (Erevan, n. 1988)
- Jurij Averbach, scacchista, scrittore e compositore di scacchi russo (Kaluga, n. 1922 - Mosca, † 2022)
- Jurij Sergeevič Balašov, scacchista russo (Šadrinsk, n. 1949)
- Jurij Dochojan, scacchista russo (Zyrjanovka, n. 1964 - Mosca, † 2021)
- Jurij Kruppa, scacchista ucraino (n. 1964)
- Jurij Kryvoručko, scacchista ucraino (Leopoli, n. 1986)
- Jurij Kuzubov, scacchista ucraino (Kramators'k, n. 1990)
- Jurij Razuvaev, scacchista sovietico (Mosca, n. 1945 - Mosca, † 2012)
- Jurij Šul'man, scacchista statunitense (Minsk, n. 1975)
- Jurij Vovk, scacchista ucraino (Leopoli, n. 1988)
- Jurij Šabanov, scacchista russo (Chabarovsk, n. 1937 - Mosca, † 2010)

## Schermidori(8)
- Jurij Čyž, ex schermidore sovietico (Pervomajsk, n. 1948)
- Jurij Lykov, ex schermidore sovietico (Zlotoust, n. 1954)
- Jurij Molčan, schermidore russo (n. 1983)
- Jurij Osipov, ex schermidore sovietico (Stalingrado, n. 1937)
- Jurij Rudov, schermidore sovietico (Taganrog, n. 1931 - Mosca, † 2013)
- Jurij Šarov, schermidore sovietico (Saratov, n. 1939 - Saratov, † 2021)
- Jurij Sisikin, ex schermidore sovietico (Saratov, n. 1937)
- Jurij Smoljakov, ex schermidore sovietico (Voronež, n. 1941)

## Scrittori(10)
- Jurij Brězan, scrittore e drammaturgo tedesco (Räckelwitz, n. 1916 - Kamenz, † 2006)
- Jurij Osipovič Dombrovskij, scrittore russo (Mosca, n. 1909 - Mosca, † 1978)
- Jurij Timofeevič Galanskov, scrittore, poeta e giornalista russo (Mosca, n. 1939 - Mosca, † 1972)
- Jurij Janovs'kyj, scrittore ucraino (Elizavetgrad, n. 1902 - Kiev, † 1954)
- Jurij Dalmatin, scrittore e religioso sloveno (Krško, n. 1547 - Lubiana, † 1589)
- Jurij Kazakov, scrittore sovietico (Mosca, n. 1927 - † 1982)
- Jurij Karlovič Oleša, scrittore e drammaturgo sovietico (Elisavetgrad, n. 1899 - Mosca, † 1960)
- Jurij Rytchėu, scrittore russo (Uėlen, n. 1930 - San Pietroburgo, † 2008)
- Jurij Valentinovič Trifonov, scrittore russo (Mosca, n. 1925 - Mosca, † 1981)
- Jurij Nikolaevič Tynjanov, scrittore, filologo e critico letterario sovietico (Rēzekne, n. 1894 - Mosca, † 1943)

## Slittinisti(2)
- Jurij Charčenko, ex slittinista sovietico (Roščino, n. 1963)
- Jurij Prochorov, slittinista russo (Dmitrov, n. 1991)

## Snowboarder(1)
- Jurij Podladčikov, snowboarder russo (Mosca, n. 1988)

## Sollevatori(8)
- Jurij Duganov, sollevatore sovietico (Slobodskoj, n. 1921 - Mosca, † 2012)
- Jurij Kozin, ex sollevatore sovietico (Mosca, n. 1948)
- Jurij Mjškovets, sollevatore russo (Znamenskoe, n. 1971)
- Yourik Sargsyan, ex sollevatore sovietico (Geghakert, n. 1961)
- Jurij Vardanjan, sollevatore sovietico (Gyumri, n. 1956 - Stati Uniti, † 2018)
- Jurij Vlasov, sollevatore, scrittore e politico sovietico (Makiïvka, n. 1935 - Mosca, † 2021)
- Jurij Zacharevič, ex sollevatore sovietico (Mokšino, n. 1963)
- Jurij Zajcev, sollevatore sovietico (Pobedino, n. 1951 - Dnipro, † 2022)

## Sovrani(1)
- Jurij di Smolensk, sovrano russo (n. 1355 - Orda d'Oro, † 1407)

## Storici della letteratura(1)
- Jurij Michajlovič Lotman, storico della letteratura russo (Pietrogrado, n. 1922 - Tartu, † 1993)

## Taekwondoka(1)
- Jurij Kiričenko, taekwondoka russo (n. 1991)

## Tennisti(1)
- Jurij Rodionov, tennista austriaco (Norimberga, n. 1999)

## Tuffatori(1)
- Jurij Kunakov, tuffatore russo (Voronež, n. 1990)

## Velocisti(2)
- Jurij Konovalov, velocista sovietico (Baku, n. 1929 - Smolensk, † 2008)
- Jurij Silov, velocista sovietico (Krāslava, n. 1950 - † 2018)

## Vescovi cattolici(1)
- Jurij Bizjak, vescovo cattolico sloveno (Zolla, n. 1947)

## Violinisti(2)
- Jurij Jankelevič, violinista e docente sovietico (Basilea, n. 1909 - Mosca, † 1973)
- Jurij Revič, violinista russo (Mosca, n. 1991)

## Violisti(1)
- Jurij Abramovič Bašmet, violista e direttore d'orchestra russo (Rostov sul Don, n. 1953)

## Senza attività specificata(4)
- Jurij Fed'kin, ex tiratore a segno russo (Mosca, n. 1960)
- Jurij di Mosca, russo (n. 1281 - Saraj, † 1325)
- Jurij Suchorukov, ex tiratore a segno ucraino (n. 1968)
- Jurij Venelin, slavista e etnografo russo (Tybava, n. 1802 - Mosca, † 1839)